# ۶۲۴ (قمری)
۶۲۴ (قمری)، ششصد و بیست و چهارمین سال در گاهشماری هجری قمری است. اول محرم این سال برابر با بیست و دوم دسامبر سال ۱۲۲۶ میلادی است.